# Caspar II. Thoma

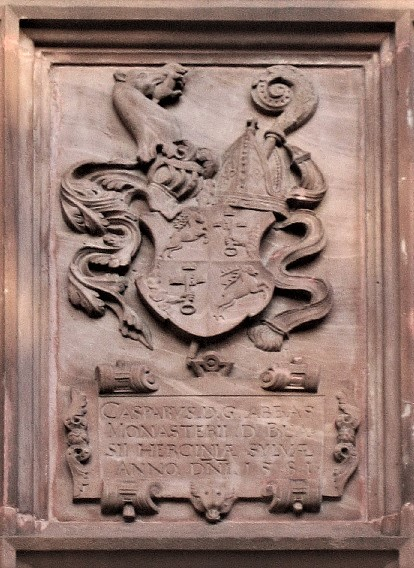
Wappen des Abtes; ursprünglich an der Klostermühle von Kloster Weitenau, seit 1900 am Brombacher Schloss. (Ein weiteres Wappen von ihm aus dem Jahr 1579 befindet sich am Schloss Bad Krozingen-Biengen)

Caspar II. Thoma (* in Mühlheim an der Donau; † 20. November 1596 in St. Blasien) war ein Benediktiner und ab 1571 Abt des Klosters St. Blasien.
In seiner Regierungszeit entstand eine neue Bibliothek, wozu er viele Bücher anschaffen ließ. Das Neue Münster erhielt eine neue Orgel, die 1581 bis 1583 von dem Orgelbauer Eusebius Ammerbach angefertigt wurde. Als Künstler beschäftigte Caspar den Rottweiler Maler David Rötlin und dessen Gesellen Wolff Abent aus Passau. Den Hochaltar des Neuen Münsters gestaltete der niederländische Bildhauer Hans Morinck. Abt Caspar ließ neben der Innenausstattung mit Kunstwerken wie Gobelins, Kirchengeräten und Bildern auch neue Brunnen anfertigen. Eine große Glocke goss der Glockengießer Peter Füßli aus Zürich vor Ort; sie wog 76 Zentner und kostete 3000 Gulden. Durch Wolff Abent ließ Caspar II. Thoma auch Porträts von allen Vorgängern anfertigen, später auch von den Konventualen, die auswärts als Äbte oder Bischöfe tätig gewesen waren.
Neue Amtshäuser ließ er in Schaffhausen, Basel und Krozingen errichten. Weitere Bauten entstanden in Stallikon, Schönau, Steinen, Tüllingen, Schneisingen, Wislikofen, Weilheim, Grießen, Todtmoos, Achdorf, Kleinkems, Bürgeln, Aichen und Fützen (Kirche). Für das Kloster Berau wurde 1588 eine neue Kirche erbaut, nachdem der romanische Vorgängerbau 1442 ausgebrannt war. In Urberg ließ Caspar 1595 eine kleine Kirche aus eigenen Mitteln erbauen. Als weitere Künstler, die wahrscheinlich für ihn tätig waren, nennt Paul Booz in seinen Forschungen die Maler Daniel Lindtmayer, Jakob Mengs und den Ofenbauer Hans Kraut. Definitiv wirkten für ihn die Goldschmiede Jakob Hofmann (Basel), Heinrich Eglof (Konstanz), Fladerer (Freiburg), Nikolaus Leiß (Augsburg) und der Schaffhauser Kupferschmied Alexander Hurther. Neben den Künstlern beschäftigte Abt Caspar am meisten Bauleute (Maurer, Zimmerer und Gipser).
Trotz dieser zahlreichen Arbeiten und Ausgaben hinterließ er seinem Nachfolger große finanzielle Mittel.

## Wappen
Ein schwarzer Schlüssel in einer Hand, daneben drei goldene rotgefütterte Kronen auf blauem Schild.
Die Wappentafel aus Sandstein (siehe Foto) zeigt im ersten und vierten Feld des Wappenschildes den Hirsch von St. Blasien und im zweiten und dritten Feld das persönliche Wappen des Abtes. Die Helmzier zeigt heraldisch rechts (aus Sicht des Trägers) einen Hund der ein Ferkel im Mund hält und links Mitra und Krummstab.
Eine Wappentafel aus Sandstein wurde um 1900 vom ehemaligen Kloster in das Brombachen Schloss verbracht – eine Kopie in Bronze befindet sich am ehemaligen Rathaus der Gemeinde Weitenau.